# ویلمر الیسون
ویلمر الیسون (انگلیسی: Wilmer Allison؛ زاده ۸ دسامبر ۱۹۰۴ درگذشته ۲۰ آوریل ۱۹۷۷) یک تنیس‌باز اهل ایالات متحده آمریکا بود.